# Espace de Hilbert
Cette page contient des caractères spéciaux ou non latins. S’ils s’affichent mal (▯, ?, etc.), consultez la page d’aide Unicode.

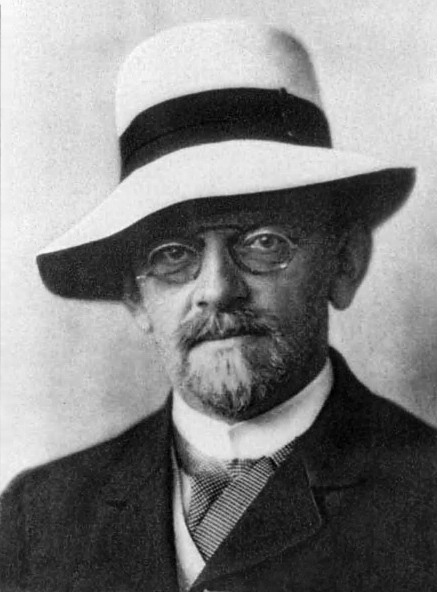
Une photographie de David Hilbert (1862 - 1943) qui a donné son nom aux espaces dont il est question dans cet article.

En mathématiques, un espace de Hilbert est un espace vectoriel réel (resp. complexe) muni d'un produit scalaire euclidien (resp. hermitien), qui permet de mesurer des longueurs et des angles et de définir une orthogonalité. De plus, un espace de Hilbert est complet, ce qui permet d'y appliquer des techniques d'analyse. Ces espaces doivent leur nom au mathématicien allemand David Hilbert.
Le concept d'espace de Hilbert étend les méthodes de l'algèbre linéaire en généralisant les notions d'espace euclidien (comme le plan euclidien ou l'espace usuel de dimension 3) et d'espace hermitien à des espaces de dimension quelconque (finie ou infinie).
Des espaces de Hilbert apparaissent fréquemment en mathématiques et en physique, essentiellement en tant qu'espaces fonctionnels de dimension infinie. Les premiers espaces de Hilbert ont été étudiés sous cet aspect pendant la première décennie du XXe siècle par David Hilbert, Erhard Schmidt et Frigyes Riesz. Ils sont des outils indispensables dans les théories des équations aux dérivées partielles, mécanique quantique, analyse de Fourier (ce qui inclut des applications au traitement du signal et le transfert thermique) et la théorie ergodique qui forme le fondement mathématique de la thermodynamique. John von Neumann forgea l'expression espace de Hilbert pour désigner le concept abstrait qui sous-tend nombre de ces applications. Les succès des méthodes apportées par les espaces de Hilbert menèrent à une époque très prolifique pour l'analyse fonctionnelle. En plus des espaces euclidiens classiques, les exemples les plus courants d'espaces de Hilbert sont les espaces de fonctions de carré intégrable, les espaces de Sobolev qui sont constitués de fonctions généralisées, et les espaces de Hardy de fonctions holomorphes.
L'intuition géométrique intervient dans de nombreux aspects de la théorie des espaces de Hilbert. Ces espaces possèdent des théorèmes analogues au théorème de Pythagore et à la règle du parallélogramme. En mathématiques appliquées, les projections orthogonales sur un sous-espace (ce qui correspond à aplatir l'espace de quelques dimensions) jouent un rôle important dans des problèmes d'optimisation entre autres aspects de la théorie. Un élément d'un espace de Hilbert peut être défini de manière unique par ses coordonnées relativement à une base de Hilbert, de façon analogue aux coordonnées cartésiennes dans une base orthonormale du plan. Quand cet ensemble d'axes est dénombrable, l'espace de Hilbert peut être vu comme un ensemble de suites de carré sommable. Les opérateurs linéaires sur un espace de Hilbert sont semblables à des objets concrets : dans les « bons » cas, ce sont simplement des transformations qui étirent l'espace suivant différents coefficients dans des directions deux à deux perpendiculaires, en un sens qui est précisé par l'étude de leur spectre.

## Définition et exemples

### Exemple introductif: l'espace euclidien de dimension 3
Un des exemples les plus courants d'espace de Hilbert est l'espace euclidien de dimension 3, noté ℝ3, muni du produit scalaire usuel. Le produit scalaire associe, à deux vecteurs {\displaystyle \mathbf {x} } et {\displaystyle \mathbf {y} } un nombre réel noté {\displaystyle \mathbf {x} \cdot \mathbf {y} }. Si {\displaystyle \mathbf {x} } et {\displaystyle \mathbf {y} } ont pour coordonnées cartésiennes respectives {\displaystyle (x_{1},x_{2},x_{3})} et {\displaystyle (y_{1},y_{2},y_{3})}, alors leur produit scalaire est :
{\displaystyle \mathbf {x} \cdot \mathbf {y} =x_{1}y_{1}+x_{2}y_{2}+x_{3}y_{3}.}
Le produit scalaire satisfait aux propriétés suivantes :
1. il est symétrique : pour tous vecteurs {\displaystyle \mathbf {x} } et {\displaystyle \mathbf {y} }, {\displaystyle \mathbf {x} \cdot \mathbf {y} =\mathbf {y} \cdot \mathbf {x} } ;
2. il est linéaire par rapport au premier argument : pour tous nombres réels {\displaystyle a} et {\displaystyle b} et tous vecteurs {\displaystyle \mathbf {x} ,\mathbf {x'} ,\mathbf {y} }, on a l'égalité {\displaystyle (a\mathbf {x} +b\mathbf {x'} )\cdot \mathbf {y} =a\mathbf {x} \cdot \mathbf {y} +b\mathbf {x'} \cdot \mathbf {y} } ;
3. il est défini positif : pour tout vecteur {\displaystyle \mathbf {x} }, le produit {\displaystyle \mathbf {x} \cdot \mathbf {x} } est positif, et nul si et seulement si {\displaystyle \mathbf {x} } est égal au vecteur nul.

Le produit scalaire est intimement relié avec la géométrie euclidienne par la formule suivante, qui relie le produit scalaire de deux vecteurs {\displaystyle \mathbf {x} } et {\displaystyle \mathbf {y} } avec leurs normes (notées respectivement {\displaystyle \|\mathbf {x} \|} et {\displaystyle \|\mathbf {y} \|}) et l'angle {\displaystyle \theta } qu'ils forment :
{\displaystyle \mathbf {x} \cdot \mathbf {y} =\|\mathbf {x} \|\,\|\mathbf {y} \|\,\cos \theta .}
Toute opération sur les vecteurs qui vérifie les trois propriétés ci-dessus est également appelée produit scalaire. Un espace vectoriel muni d'un produit scalaire est dit espace préhilbertien réel.
Un espace de Hilbert est un espace préhilbertien qui possède de plus une propriété d'analyse mathématique : il est complet, argument reposant sur les limites de suites de vecteurs dans cet espace.

### Définition
Un espace de Hilbert est un espace préhilbertien complet, c'est-à-dire un espace de Banach dont la norme ║·║ découle d'un produit scalaire ou hermitien 〈·, ·〉 par la formule
C'est la généralisation en dimension quelconque (finie ou infinie) d'un espace euclidien ou hermitien.

## Exemples
- L'espace euclidien ℝn muni du produit scalaire usuel.
- L'espace hermitien ℂn muni du produit hermitien usuel.
- L'espace L2([a, b]) des fonctions de [a, b] à valeurs dans ℂ et de carré intégrable avec la convention que deux fonctions égales presque partout sont égales (voir l'article espace Lp), muni de {\displaystyle \langle f,g\rangle =\int _{a}^{b}f(x){\overline {g(x)}}~\mathrm {d} x.}
- L'espace de suites ℓ2, constitué des suites {\displaystyle (u_{n})_{n\in \mathbb {N} }} de nombres complexes telles que{\displaystyle \sum _{n=0}^{\infty }|u_{n}|^{2}<+\infty ,}le produit hermitien de deux suites {\displaystyle u} et {\displaystyle v} étant par définition la somme de la série{\displaystyle \sum _{n=0}^{\infty }u_{n}{\overline {v}}_{n}.}

## Classification
Dans un espace de Hilbert de dimension infinie, le concept habituel de base est remplacé par celui de base hilbertienne (ou base de Hilbert) qui permet, non plus de décrire un vecteur par ses coordonnées, mais de l'approcher par une suite infinie de vecteurs ayant chacun des coordonnées finies. On est donc au confluent de l'algèbre linéaire et de la topologie.
- Deux espaces de Hilbert admettant des bases hilbertiennes équipotentes sont isométriquement isomorphes, autrement dit : tout espace de Hilbert de base hilbertienne X est isomorphe à ℓ2(X). Par exemple : tout espace de Hilbert séparable (et de dimension infinie) est isomorphe à ℓ2(ℕ) = ℓ2. Le théorème de Riesz-Fischer peut également être vu comme un cas particulier de ce résultat.
- Réciproquement, deux bases hilbertiennes d'un même espace de Hilbert ont même cardinalité. Ce nombre cardinal, appelé la dimension hilbertienne de l'espace, le caractérise donc à isomorphisme près et joue ainsi le même rôle que la dimension dans la catégorie des espaces vectoriels sur un corps fixé.
- Un espace de Hilbert est de dimension finie si et seulement si sa dimension hilbertienne est finie, et dans ce cas, ces deux entiers sont égaux.

## Théorème de Fréchet-von Neumann-Jordan
Un espace de Banach (respectivement espace vectoriel normé)  est un espace de Hilbert  (respectivement  espace préhilbertien) si et seulement si sa norme vérifie l'égalité
qui signifie que la somme des carrés des quatre côtés d'un parallélogramme est égale à la somme des carrés de ses diagonales (règle du parallélogramme).
Ce théorème est dû à Maurice René Fréchet, John von Neumann et Pascual Jordan.
Identité de polarisation :
- dans le cas réel, le produit scalaire est défini par {\displaystyle \langle x,y\rangle ={\frac {1}{4}}{\bigl (}\|x+y\|^{2}-\|x-y\|^{2}{\bigr )}} ;
- dans le cas complexe, le produit hermitien sesquilinéaire à droite est défini par{\displaystyle \langle x,y\rangle =\langle x,y\rangle _{1}+{\rm {i}}\langle x,{\rm {i}}y\rangle _{1}}, où{\displaystyle \langle x,y\rangle _{1}={\frac {1}{4}}{\bigl (}\|x+y\|^{2}-\|x-y\|^{2}{\bigr )}}et i est l'unité imaginaire (le nombre complexe identifié au couple de réels (0, 1)).

## Applications
- C'est dans le cadre des espaces de Hilbert qu'est développée la théorie de la formulation variationnelle, utilisée dans de nombreux domaines de la physique.
- En mécanique quantique, l'état d'un système est représenté par un vecteur dans un espace de Hilbert.